# Влас Мизинец
Влас Мизине́ц (настоящие имя и фамилия — Василий Владимирович Матчук, укр. Влас Мизинець; 8 мая 1907, Заполье, Волынская губерния — 11 августа 1943, Любомль) — украинский поэт и публицист, активный деятель революционного подполья на Западной Украине.

## Биография
Родился в крестьянской семье. Во время Первой мировой войны вместе с семьёй был эвакуирован в Курскую губернию. Окончил церковно-приходскую школу. Работал писарем у мирового судьи. Познакомился в лучшими произведениями классиков русской литературы. В 1919 вернулся на Волынь.
Член КПЗУ с 1926 года. Активный участник революционной деятельности на территориях, вошедших в состав Польши. Неоднократно за принадлежность к компартии подвергался преследованиям и арестам. Впервые в 1929 году, затем ещё дважды, в 1930 и 1935 годах, побывал за решеткой. В полицейском деле 1935 года «товарищ Влас» характеризовался, как «убеждённый коммунист и весьма опасный элемент».
Горячо приветствовал присоединение Западной Украины с УССР. С сентября 1939 работал завучем школы в родном с. Заполье, преподавал литературу. В годы Великой Отечественной войны участвовал в подпольной борьбе против немецко-фашистских оккупантов.
Был схвачен немцами, находился в лагере для военнопленных в Хелме, из которого бежал. До следующего ареста Василий Матчук был связным партизанского отряда в Любомле.
11 августа 1943, после ужасных пыток в фашистском застенке, расстрелян в пригороде Любомля.

## Творчество
Писал автобиографические новеллы, стихи. Дебютировал в 1928 году во львовском журнале «Окна» («Вікна»). Тогда же взял себе литературный псевдоним Влас Мизинец.
Печатался в журналах «Сияние», «Работница», «Западная Украина» (Харьков), «Культура масс» (Москва), «Металеві дні» (Одесса), «Поступ» (Луцк), «Українські щоденні вісті» (США), календаре «Книга»; с 1932 года был сотрудником «Окон»; после разгрома журнала в 1934 году — в альманахе «Поцейбич».
Журнал «Окна» № 12 за 1930—1931 годы среди победителей конкурса отметил произведение «Чудо» Власа Мизинца. В УССР опубликовал сборник рассказов «Виконати!» (Харьков, 1932 год).
В своих произведениях показал революционную борьбу масс, рост сознания трудящихся.
Был членом объединения революционных писателей Западной Украины «Горно», членом Союза писателей Украины.